# حسن‌آباد (سلفچگان)
حسن‌آباد روستایی در دهستان نیزار بخش سلفچگان شهرستان قم استان قم ایران است.

## جمعیت
بر پایه سرشماری عمومی نفوس و مسکن در سال ۱۳۹۵ جمعیت این روستا ۸۸ نفر (۳۷خانوار) بوده‌است.